# Manfred H. Pilkuhn
Manfred H. Pilkuhn (* 16. April 1934 in Insterburg; † 2. Oktober 2015 in Böblingen) war ein deutscher Physiker.

## Leben
Nach dem Abitur studierte Pilkuhn 1952–1957 Physik an der Technischen Hochschule Braunschweig mit einem zwischenzeitlichen Studienaufenthalt 1954–1955 am Trinity College Dublin bei Erwin Schrödinger. Während seines Studiums wurde er 1952 Mitglied der Braunschweiger Burschenschaft Thuringia. Nach dem Diplom-Abschluss blieb er an der TH Braunschweig und fertigte seine Dissertation Rauschuntersuchungen an Germanium-Einkristallen bei tiefen Temperaturen an, mit der er 1960 dort zum Dr. rer. nat. promoviert wurde.
Nach einem Forschungsaufenthalt 1960–1961 am Consejo Superior de Investigaciones Científicas in Madrid arbeitete Pilkuhn 1961–1966 im IBM-Forschungszentrum in Yorktown Heights, New York. 1966 habilitierte er sich mit der Schrift Strukturparameter des Injektionslasers an der TH Braunschweig in der Fakultät für Maschinenwesen für das Fach Elektrotechnik und 1967 auch für Physik. Darauf wurde er als außerordentlicher Professor an die Universität Frankfurt am Main berufen (1966–1967) und 1969 an die Universität Stuttgart, an der er bis zu seiner Emeritierung 2002 das 4. Physikalische Institut leitete.
In Pilkuhns Institut mit eigenen Halbleiter-Epitaxielaboren und einem Reinraum für Nanostrukturierung wurden Arbeiten zur Halbleiterphysik, Halbleitertechnik und Optoelektronik durchgeführt.
Pilkuhn war Mitbegründer des Pohl-Instituts der Tongji-Universität in Shanghai (1979) und seit 1980 dort Consulting Professor der Tongji-Universität. Er war  Gründer und Sprecher des DFG-Sonderforschungsbereichs Molekularelektronik an der Universität Stuttgart (1986–1998). 1981 und 1991 war er Hitachi Chair Professor am Tokyo Institute of Technology, 1995 lehrte er an der University of California, Santa Barbara und seit 2002 bis zuletzt als Research Chair Professor an der Cheng-Kung-Nationaluniversität in Tainan, Taiwan. 2004 war er Professor am Consejo Superior de Investigaciones Científicas in Madrid und 2005 an der Hong Kong Polytechnical University.
Pilkuhn war Mitglied in Kuratorien und Gremien des Centre National d’Études des Télécommunications der France Telecom, des RIKEN in Tokio, der Fraunhofer-Gesellschaft, der Volkswagenstiftung und der Alexander von Humboldt-Stiftung.

## Ehrungen
- Ehrendoktor der Universität Tokio
- Professor h. c. der Cheng-Kung-Nationaluniversität in Tainan, Taiwan